# Deania calcea
Deania calcea, tollo pajarito, sargento, piporro o visera en algunos puertos del Cantábrico es una especie de tiburón perro del género Deania que se encuentran en el  océano Pacífico alrededor de Honshū, Japón, el sur de Australia, Nueva Zelanda y Chile, y en el océano Atlántico desde Islandia hacia el sur hasta el cabo de Buena Esperanza.

## Morfología
El tollo pajarito es un elasmobranquio de talla pequeña. Cuerpo cilíndrico levemente comprimido. Tiene un hocico estrecho muy largo, carece de aleta anal, dos aletas dorsales largas y bajas con espinas acanaladas, precedidas de una espina venenosa, su picadura es muy dolorosa. Pequeñas aletas pectorales. Es ovovivíparo con un máximo de doce crías por camada.

## Habitat y alimentación
Habita el ambiente marino batidemersal, en un rango de profundidades que va de 60 a 1500 metros, normalmente cerca del fondo pero a veces se encuentra en la columna de agua. Se alimenta fundamentalmente de peces pelágicos, cefalópodos y crustáceos. 

## Pesca
Se captura con palangre de fondo. A pesar de ser una captura accidental, y al igual que sucede con otros tiburones de fondo, el aceite de su voluminoso hígado es muy apreciado para la fabricación de productos cosméticos. Su carne después de ser pelada puede ser consumida.